# 柴田義人
柴田 義人（しばた よしひと、1930年3月10日 - 2002年12月10日）は、日本の経済学者。経済学博士（北海道大学）。専門は経済原論・経済変動論。北海学園大学名誉教授。元・北海学園大学学長。

## 略歴
- 樺太生まれ。
- 1953年北海道大学法経学部卒。
- 1958年同大学院経済学研究科博士課程修了後、北海学園大学経済学部助手。さらに、同年、同経済学部講師となる。
- 1962年同経済学部助教授。
- 1966年イギリス・ケンブリッジ大学及びアメリカ・ハーバート大学研究員（～1967年）となる。
- 1969年北海学園大学経済学部教授。
- 1971年3月北海道大学より論題『現代資本主義の経済変動論』で経済学博士受く[2]。
- 1975年同経済学部長・大学院経済学研究科長[3]。
- 1996年北海学園大学学長に就任するも間もなく急病により辞任した。
- 2000年北海学園大学退職。同名誉教授。
- この他、北海学園大学就職部長や同学生部長も務めた。
- 2002年　前立腺がんの為、札幌市内の病院で死去した。

## エピソード
- 田中修とは、北海道大学の同期卒業であり、北海学園大学に於いてもほぼ同年で講師・助教授・教授となった為、よきライバルであり、良き友人であったという。また、柴田は、田中修らと共に北海学園大学経済学部草創期を支えた一人。また、田中修は、自身の病気が重篤となった為、自分の後任学長に柴田を推薦したという。
- 名前の義人はキリスト教の義人から名付けられた[3]。

## 著書
- 『現代資本主義の経済変動論』（新評論, 初版1970年・増補版1982年）
- （佐藤和夫）共著『現代経済学の理論』（新評論, 1979年）

## 注
1. ↑  『現代日本人名録　2002　2巻　かな～せ』2002.1
2. ↑  博論データベース
3. 1 2  以上につき『北海学園大学経済論集 第38巻第3号』（北海学園大学経済学会、1991年3月）